# Delphyre integrum
Delphyre integrum là một loài bướm đêm thuộc phân họ Arctiinae, họ Erebidae.